# فهرست حزب‌های سیاسی در چین
جمهوری خلق چین دارای نظام تک‌حزبی است که توسط حزب کمونیست چین (CCP) اداره می‌شود. با این وجود، هشت حزب سیاسی کوچک نیز که تابع حزب کمونیست هستند، وجود دارند.
بر پایه اصل یک کشور، دو سیستم، مناطق اداری ویژه هنگ کنگ و ماکائو، که قبلاً از مستعمرات قدرت‌های اروپایی بودند، تحت یک سیستم سیاسی متفاوت از بقیه چین، عمل می‌کنند. در حال حاضر، هر دوی هنگ کنگ و ماکائو، دارای نظام چندحزبی هستند که قبل از واگذاری این سرزمین‌ها به چین، ایجاد شده بود.

## حزب‌های قانونی

### حزب حاکم
حزب کمونیست چین، تنها حزب حاکم جمهوری خلق چین است. قانون اساسی چین، بیان می‌کند که «ویژگی بارز سوسیالیسم با مشخصات چینی، رهبری حزب کمونیست چین است»؛ همچنان که اساسنامه حزب کمونیست چین، این حزب را، «بالاترین نیروی رهبری سیاسی» اعلام می‌کند.
| حزب | حزب | حزب                                     | سال تأسیس | ایدئولوژی                | اعضا (۲۰۲۲) | رهبر               | کرسی‌های کنگره ملی خلق | کرسی‌های کمیته دائمی کنگره ملی خلق | کرسی‌های کنفرانس مشورتی سیاسی خلق چینی |
| --- | --- | --------------------------------------- | --------- | ------------------------ | ----------- | ------------------ | --------------------- | --------------------------------- | ------------------------------------- |
|     |     | حزب کمونیست چین (CCP) 中国共产党 (中共) | ۱۹۲۱      | سوسیالیسم با مشخصات چینی | ۹۸٬۰۴۱٬۰۰۰  | شی جین پینگ 习近平 | ۲٬۰۹۱ از ۲٬۹۸۰        | ۱۱۸ از ۱۷۵                        | ۹۹ از ۵۴۴                             |

### حزب‌های کوچک
در حالی که تنها حزب کمونیست، قدرت مؤثری در سطح ملی دارد، رسماً هشت حزب جزئی و غیر اپوزیسیون، در کنار حزب کمونیست وجود دارند که رسماً «احزاب دموکراتیک» (چینی: 民主党派; پین‌یین: Mínzhǔ dǎngpài) نامیده می‌شوند. این احزاب که قبل از اعلام موجودیت جمهوری خلق چین تأسیس شدند، باید «نقش رهبری» حزب کمونیست را به عنوان شرط ادامه حیات خود، بپذیرند. به گفته دیده‌بان حقوق بشر، این احزاب «به جای نقش اپوزیسیون، نقش مشاوره‌ای ایفا می‌کنند».